# Colonia di Sarawak
La Colonia della Corona di Sarawak (Crown Colony of Sarawak) fu una colonia della corona britannica presente nell'isola del Borneo; fondata nel 1946, poco dopo la dissoluzione dell'Amministrazione Militare Britannica, fu succeduta allo stato di Sarawak attraverso la formazione della Federazione Malese il 16 settembre 1963.

## Etnie
I dati presenti sono tratti dal censimento del 1947; allora la popolazione contava 546,385 persone, del quale quasi 4/5 (79.3%) erano Iban, cinesi e malesi. All'inizio del periodo coloniale, il 72% praticava l'agricoltura di sussistenza, il 13% lavorava sul fenomeno dei cash crop, e il 15% erano lavoratori pagati.
- Iban: 34.8%
- Cinesi: 26.6%
- Malesi: 17.9%
- Bidayuh: 7.7%
- Altri (indigeni): 5.5%
- Europei: 0.1%
- Altri (non indigeni): 0.09%

## Demografica
Alla fondazione della colonia nel 1947, Sarawak contava 546.385 abitanti. La popolazione è poi salita a 588.390 nel 1952, a 631.431 nel 1957 e a 776.990 nel 1962.

## Governatori
| N. | Nome                 | Inizio           | Fine              | Note |
| -- | -------------------- | ---------------- | ----------------- | --- |
| 1. | Charles Arden-Clarke | 29 ottobre 1946  | 26 luglio 1949    | Primo governatore della colonia |
| 2. | Duncan Stewart       | 14 novembre 1949 | 10 dicembre 1949  | Fu colpito a morte da Rosli Dhobi mentre visitava Sibu, il 3 dicembre 1949, e morì una settimana dopo, il 10 dello stesso mese.          |
| 3. | Anthony Abell        | 4 aprile 1950    | 15 novembre 1959  | In origine il suo termine dovette valere per soli tre anni, ma fu poi esteso al 1959. In seguito fu membro della Commissione di Cobbold. |
| 4. | Alexander Waddell    | 23 febbraio 1960 | 15 settembre 1963 | Ultimo governatore di Sarawak. |